# Asakuchi
Asakuchi  (japanska: 浅口市 ?, Asakuchi-shi) är en stad i Okayama prefektur i Japan. Staden bildades 2006 genom sammanslagning av kommunerna Kamogata, Konkō och Yorishima.